# Terre-de-Haut (ö)
Terre-de-Haut är en ö i Guadeloupe (Frankrike). Den ligger i den södra delen av Guadeloupe, 21 km sydost om huvudstaden Basse-Terre. Arean är 5,2 kvadratkilometer.